# اس‌اس زیلاندیا (۱۹۱۰)
اس‌اس زیلاندیا (۱۹۱۰) (به انگلیسی: SS Zealandia (1910)) یک کشتی بود که طول آن ۴۱۰٫۴ فوت (۱۲۵٫۱ متر) بود.